# Primelement
Der Begriff Primelement ist in der kommutativen Algebra eine Verallgemeinerung des Begriffs der Primzahl auf kommutative unitäre Ringe.

## Definition
Ein Element {\displaystyle c} eines kommutativen unitären Ringes {\displaystyle (R,+,\cdot ,0,1)} heißt Primelement, falls {\displaystyle c} weder 0 noch eine Einheit ist und für alle {\displaystyle a,b\in R} gilt:  Teilt {\displaystyle c} das Produkt {\displaystyle a\cdot b}, dann teilt {\displaystyle c} auch {\displaystyle a} oder {\displaystyle b}.
In Symbolnotation:  {\displaystyle c{\mbox{ ist prim }}\Leftrightarrow \ c\neq 0\ \land \ c\nmid 1\ \land \ \forall a,b\in R:\ c\mid (a\cdot b)\Rightarrow (c\mid a)\lor (c\mid b).}
Primelemente sind also diejenigen Elemente abgesehen von 0 und Einheiten, die, wenn sie in irgendeinem Produkt vorkommen, auch in mindestens einem der Faktoren vorkommen.

## Irreduzible Elemente
Eine andere Verallgemeinerung des Primzahlbegriffs sind irreduzible Elemente, die dadurch definiert sind, dass sie keine Einheiten sind und nicht als Produkt von zwei Nicht-Einheiten dargestellt werden können. Im Allgemeinen ist weder jedes Primelement irreduzibel noch jedes irreduzible Element prim (siehe Beispiele). Aber in einem Integritätsring ist jedes Primelement irreduzibel, und in einem faktoriellen Ring ist auch umgekehrt jedes irreduzible Element prim.

## Sätze über Primelemente
- Ist {\displaystyle c} ein Primelement und {\displaystyle e} eine Einheit, so ist {\displaystyle c\cdot e} ebenfalls ein Primelement.
- Eine Nichteinheit {\displaystyle c\neq 0} ist genau dann ein Primelement, wenn das Hauptideal {\displaystyle (c)} ein Primideal ist.
- Ein Körper besteht nur aus der Null und Einheiten und enthält somit keine Primelemente.
- In einem faktoriellen Ring lässt sich jedes Element außer 0 bis auf Einheitsfaktoren und Reihenfolge eindeutig als Produkt von Primelementen darstellen.

## Beispiele
- Die Primelemente im Ring der ganzen Zahlen sind genau die Primzahlen (2, 3, 5, 7, 11, …) und ihre Gegenzahlen (−2, −3, −5, −7, −11, …).
- Die Primelemente im Ring der Gaußschen Zahlen {\displaystyle \mathbb {Z} [i]} sind bis auf die Einheitsfaktoren {\displaystyle \pm 1,\pm i} genau die Primzahlen der Form {\displaystyle 4k+3,\ k\in \mathbb {Z} } und die Elemente {\displaystyle a+b\cdot i,\ a,b\in \mathbb {Z} }, für die {\displaystyle a^{2}+b^{2}} eine Primzahl ist, also sind beispielsweise {\displaystyle 3,\,7,\,11,\,1+i,\,2+3i} Primelemente, nicht aber {\displaystyle 2=(1+i)\cdot (1-i)}, {\displaystyle 5=(2+i)\cdot (2-i)} oder {\displaystyle 3+i=(1+i)\cdot (2-i)} (zum Beweis siehe Fermats Zwei-Quadrate-Satz).
- Im Integritätsring {\displaystyle \mathbb {Z} [i{\sqrt {5}}]} (enthält alle Zahlen der Form {\displaystyle a+b\cdot i{\sqrt {5}}} mit {\displaystyle a,b\in \mathbb {Z} }) ist die Zahl 2 irreduzibel, aber nicht prim. Das ist so, weil 6 zwar von 2 geteilt wird, sich aber als Produkt {\displaystyle (1+i{\sqrt {5}})\cdot (1-i{\sqrt {5}})} schreiben lässt, wobei keiner der Faktoren durch 2 teilbar ist.
- Im Produktring {\displaystyle \mathbb {Z} \times \mathbb {Z} } ist {\displaystyle (1,0)=(1,0)\cdot (1,0)} ein Primelement, das nicht irreduzibel ist.